# Vieille chanson espagnole
Vieille chanson espagnole est une mélodie composée par Louis Aubert en 1894.

## Composition
Louis Aubert compose la Vieille chanson espagnole en 1894 sur un poème d'Arsène Houssaye, inspiré par la Reconstitution de l'Espagne au temps des Maures (porte Maillot) selon son biographe Louis Vuillemin.

## Présentation
La mélodie, en la mineur à 
 suit un Mouvement de Habanera (assez libre) « d'un caractère très accusé ».

## Analyse
Vladimir Jankélévitch se montre attentif à suivre « le thème de la célèbre Habanera pour orchestre, né vingt-cinq ans plus tôt dans la Vieille chanson espagnole de 1894 ; entre-temps, une réminiscence rythmique de la habanera, remontant des profondeurs de la mémoire, était venue hanter Socory, la deuxième partie des Sillages... pour piano ».

## Discographie
- Louis Aubert, Mélodies, par Françoise Masset (soprano), Christophe Crapez (ténor) et Claude Lavoix (piano), 2003, Maguelone MAG 111.134 (premier enregistrement mondial)

### Ouvrages généraux
- Marie-Claire Beltrando-Patier, Brigitte François-Sappey et Gilles Cantagrel (dirs.), Guide de la mélodie et du lied, Paris, Fayard, coll. « Les Indispensables de la musique », 1994, 916 p. (ISBN 2-213-59210-1, OCLC 417117290, BNF 35723610), « Louis Aubert », p. 11–12.

### Monographies
- Louis Vuillemin, Louis Aubert : Son œuvre, Paris, Éditions Durand, 1921, 72 p.

### Articles
- Vladimir Jankélévitch, Premières et Dernières Pages : Louis Aubert, Paris, Seuil, 1994 (1re éd. 1974), 318 p. (ISBN 2-02-019943-2 et 978-2-02-019943-8), p. 290-298.